# DF-3A
DF-3A는 중국의 IRBM이다.

## 역사
DF-4 ICBM의 1단만으로 만든 미사일이다. 북한으로 치면 대포동 2호의 1단만으로 만든 미사일이다. 1단 액체연료 미사일이며, 엔진은 4개의 노즐로 되어있으며, 총추력은 120톤이다. 탄두중량 2톤, 사거리 3000-4000 km이다.
1988년 36-60발을 사우디아라비아에 수출했다. 사우디아라비아는 2014년에 최초로 공개했다.
1971년에 실전배치되었으며, 1984년 110발로 최대였다가 1993년에는 50발로 줄었다. 2014년 마지막 미사일이 DF-21으로 교체된 것이 정찰위성으로 확인되었다.